# 柯仲平

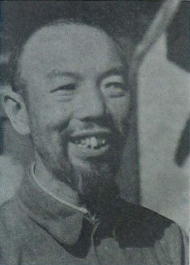
中国人民政治协商会议第一届全体会议时的柯仲平

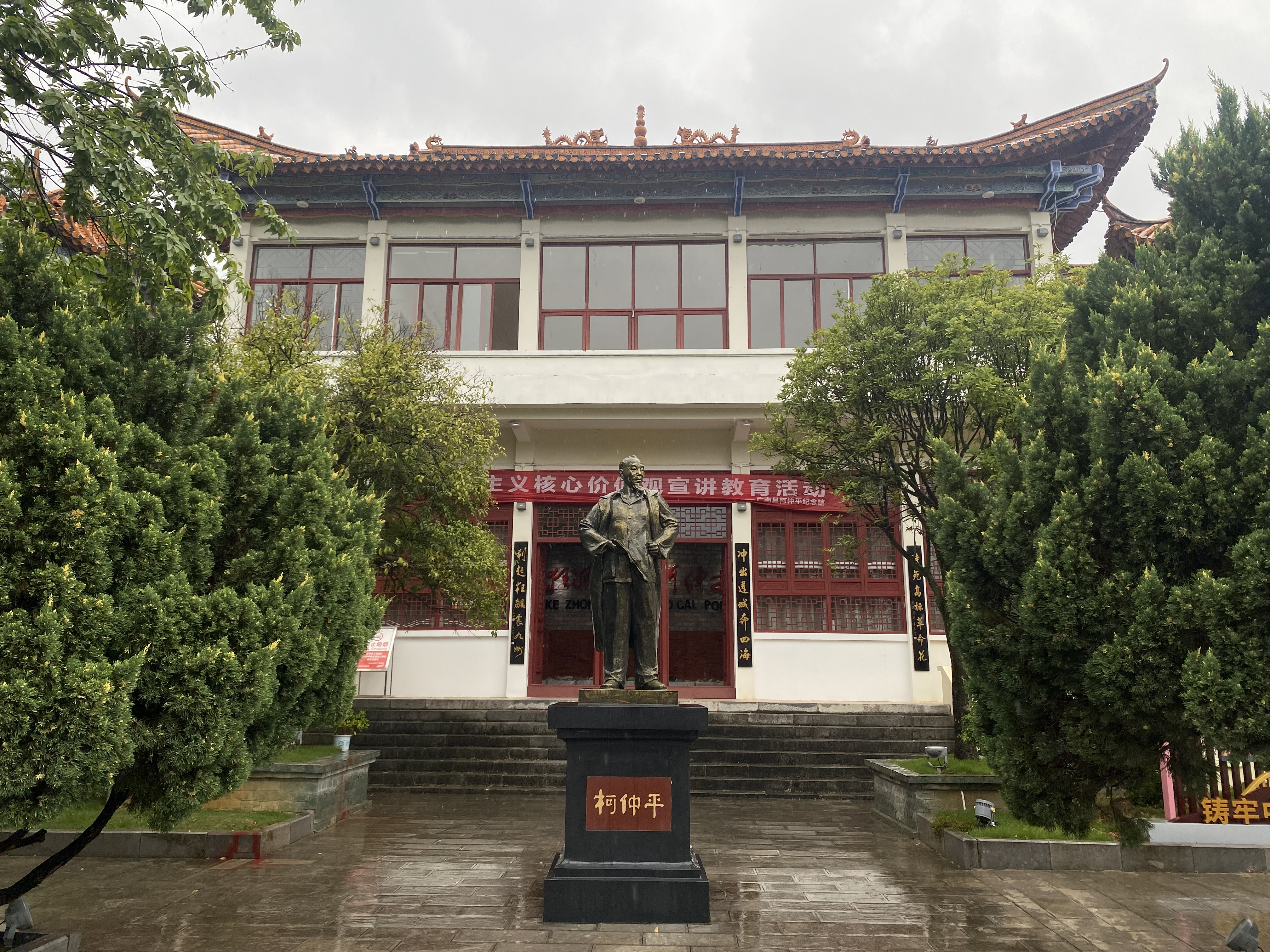
广南县柯仲平纪念馆

柯仲平（1902年—1964年），原名柯维翰，男，云南广南人，中国诗人。中国作家协会副主席。第一、二届全国人大代表。

## 生平
柯仲平1902年1月25日生于云南宝宁（今广南）小南街坡顶高。
受五四运动的影响，在昆明与同学组织了“爱国联合会”，以及研究社会主义的“共同社”团体。1924年开始在北京政法大学攻读法律。1925年至1926年初曾常常拿着自己的诗作拜访鲁迅。后来郁达夫介绍，于1926年春到达上海，在创造社出版部当小伙计。结识了潘汉年，曾遭逮捕，后被保释。
1927年4月中旬从榆林动身，5月初到西安。先后在陕西省立第一中学、省女子师范等校任教。7月即在暑期讲习会上演讲《革命与艺术》。同年10月，《新秦日报》馆把这一讲演印行出版。全书除《自序》外，共分八讲，长达五、六万字。1930年3月，经潘汉年、陈为人介绍，加入中国共产党，并任机关报《红旗日报》记者。参加党领导上海工人斗争，失败被捕入狱，1933年8月被组织营救出狱。此后从事地下活动。1937年七七事变后，在董必武的安排下，柯仲平辗转到了延安。1938年2月，他组织成立了战歌社并任社长，创作了两千余行的长诗《边区自卫军》。7月成立陕北革命根据地边区“民众剧团”，并任团长。此后一直进行巡回演出。1944年10月，剧团获得陕甘宁边区文教代表大会授予的“特等模范”的锦旗。
1949年中华人民共和国成立后，柯仲平历任中国文联委员、中国人民政治协商会议第一届委员、西北文教委员会副主任、西北地区文联主席、西北艺术学院院长、中国作家协会副主席等职务。1962年底被诬陷为“柯马黄反党集团”分子。1964年10月20日在作协西安分会的党员干部会演讲完毕后晕倒，经检查心脏已停止跳动。1979年9月20日，中共陕西省委在“柯仲平悼念会”上为他平反。

## 出版物
著有诗集《从延安到北京》，诗剧剧本《风火山》，歌剧剧本《无敌民兵》，长诗《海夜歌声》、《边区自卫军》、《毛主席的小英雄》、《平汉路工破坏大队》、《浪中人》等。